# Тогата
Тога́та (лат. fabula togata, від лат. toga  — римський верхній одяг) — національна давньоримська комедія. Свою назву вона отримала від одягу дійових осіб — тоги. Цей тип комедії став популярним у середині II ст. до н. е. і був ближчим до Риму, ніж паліата, яка наближалась до грецьких першоджерел. Тогата стала наслідком розвитку політичного та громадського життя в Римі в період Гракхів.

## Особливості тогати
У той час як національна драма черпала свої сюжети з життя вищих верств суспільства, нова комедія спустилася в скромні житла бідняків, ремісників. У тогатах об'єктом зображення було життя італійських містечок, а провідні герої — представники реальних тодішніх професій: пекарі, ткачі, швачки і т. ін. Згідно давньоримському етикету, в сюжеті тогати не можна було перемішувати різні верстви суспільства. Крім того, автор тогати не смів виставити раба більш розумним, ніж його пан-римлянин. Подібні вимоги заважали вільному розвитку дії. Тон цієї комедії, порівняно з паліатою, відрізнявся значною серйозністю і великою кількістю загальних місць. До нас дійшло близько 70 назв комедій, що належали 3 поетам, і 450 вельми коротких фрагментів (всього близько 650 віршів). Наскільки можна судити з цих жалюгідних залишків, п'єси мали наступні сюжети: «Теплі джерела», де зображувалася життя куртизанок на модному курорті; «Сукновали» — ремісники, відомі своєю брутальністю і невіглаством. Багато п'єс було присвячено сімейним чварам, як наприклад: «Звільнений від батьківської влади», «Розлучення» і т. ін.

## Найвідоміші автори
Творцями найвідоміших тогат були три поети: Титиній, Атта і Афраній, час життя яких достовірно невідомо. Першого з них вихваляли за вміння зображати характери; другого прославляли в період Імперії за добре знання мови жінок. Найбільш плідним і знаменитим був третій поет, Афраній. Йому належить, між іншим, відоме виправдання в плагіаті: «я взяв не тільки у цього, але і у всякого те, що мені могло б підходити і чого я не розраховував краще виконати».